# 가고시마 유나이티드 FC
가고시마 유나이티드(일본어: 鹿児島ユナイテッドFC)는 일본 가고시마현 가고시마시를 연고로 하는 축구 클럽이다. 이 팀은 2014년에 '볼카 가고시마'와 'FC 가고시마'를 합병하여 창단했으며, 현재 J3리그에 참가하고 있다.

## 선수 명단

### 현역
참고: FIFA 자격 규정에 따라 소속된 국가대표팀 국기를 표시합니다. 선수는 복수의 FIFA 비회원국 국적을 가지고 있을 수 있습니다.
| 번호 | 포지션 | 국적 | 이름              |
| ---- | ------ | ---- | ----------------- |
| 5    | MF     |      | 주앙 가우덴시오   |
| 9    | FW     |      | 로드리고          |
| 10   | FW     |      | 후지모토 노리아키 |
| 28   | DF     |      | 레난              |

| 번호 | 포지션 | 국적 | 이름 |
| ---- | ------ | ---- | ---- |

## 역대 감독
| 감독            | 임기        |
| --------------- | ----------- |
| 마에다 고지     | 2003 ~ 2004 |
| 미우라 야스토시 | 2017 ~ 2018 |
| 김종성          | 2019 ~ 2020 |

틀:가고시마 유나이티드 FC 선수 명단